# 菈南茜
菈南茜，又稱妖精戀人，是愛爾蘭神話中的女性精靈。
傳說她們貌美絕倫，愛與凡人為伍，尤其是男性文藝工作者。多情而浪漫的菈南茜總為戀人帶來源源不絕的靈感，但代價卻是對方的精氣，因此造就不少才華洋溢卻英年早逝的才子。
菈南茜的形象自19世紀凱爾特復興開始建立，並透過珍·懷爾德、葉慈等作家的書寫廣為流傳。
在葉慈的描述中，菈南西同時具備繆思、吸血鬼與魅魔的特質。
若答應菈南茜的求愛，會在心神層面成為菈南西的俘虜。雖然能變得才高八斗，卻會被榨取精氣，陷入瘋狂憔悴致死。若想脫身，只能找替死鬼，或讓菈南茜主動移情別戀；反之若對菈南茜的求愛無動於衷，則會使她成為男方的奴隸。